# Fūshāzdeh
Fūshāzdeh (persiska: فوشازده) är en ort i Iran.   Den ligger i provinsen Gilan, i den norra delen av landet, 220 km nordväst om huvudstaden Teheran. Antalet invånare är 625.
Terrängen runt Fūshāzdeh är mycket platt. Runt Fūshāzdeh är det tätbefolkat, med 790 invånare per kvadratkilometer. Närmaste större samhälle är Lāhījān, 13,7 km söder om Fūshāzdeh. Trakten runt Fūshāzdeh består till största delen av jordbruksmark.